# Bőr (anatómia)

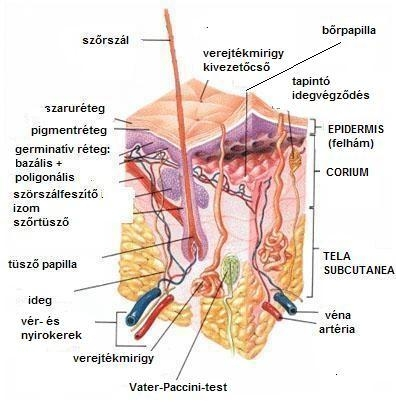
Az emberi bőr felépítése

A bőr a valódi szövetes állatokat (Eumetazoa) kívül borító szövet, egyben a legnagyobb méretű szervük. Legfontosabb funkciója a szervezet külső behatásoktól való védelme.
A felnőtt ember bőrének felülete átlagosan 1,5 - 1,8 m², tömege kb. 10 kg (a testtömeg 10-12%-a).
A bőr felszíne, szerkezete, valamint a teljes illetve az egyes rétegeinek vastagsága testtájanként változó.
A gerinceseknél (Vertebrata) a bőr három rétegből áll:
- A felhám (epidermis) feladata a bőr legfelső védő rétegének fenntartása és a pusztuló szaruréteg folyamatos megújítása.
- Az irha (dermis) szerepe a bőr rugalmasságának és tartósságának biztosítása.
- A bőralja (hypodermis, subcutis) feladata az energiaraktározás, hőszigetelés és a nagyobb fizikai hatások tompítása.

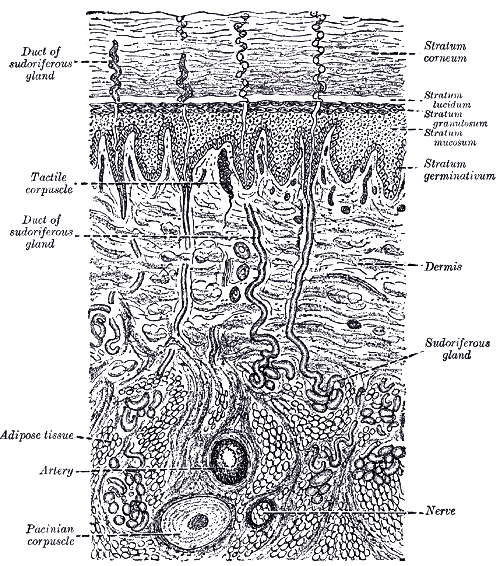
Vastag bőr szövettani képének vázlatos rajza.

## Szerkezete
Az emberi bőr a szervezetünk első védelmi vonala. Három réteg építi fel: a felhám, az irha, és a  bőralja.

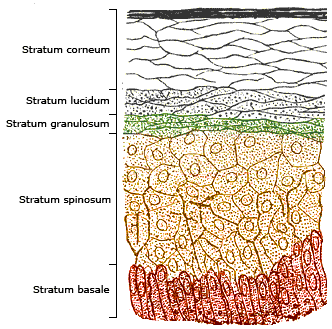
A vastag bőr többrétegű elszarusodó laphámjának sémás képe.

### Felhám
A bőr hámja többrétegű elszarusodó laphám, melynek rétegei az alapréteg (stratum basale vagy germinativum), a sokszögletű sejtek rétege (stratum polygonale vagy spinosum), a szemcsés réteg (stratum granulosum), a fénylő réteg (stratum lucidum) és a szaruréteg (stratum corneum). Az alapréteg sejtjei állandó osztódással termelik az újabb és újabb sejteket, melyek kifelé tolódva egyre távolabb kerülnek a hám alatt található ereket tartalmazó, tápláló irharétegtől , ami differenciálódásuk mellett lassú pusztulásukhoz vezet. E folyamat közben ellaposodnak, és a védelmet biztosító szaru előanyag (keratohyalin) halmozódik fel bennük, majd elhalva szaruréteget képeznek, végül pedig lekopnak.A hám vastagsága a különböző mechanikai terhelésnek kitett bőrterületeken erősen változó: a legvastagabb a tenyéren, talpon, ujjakon (vastag bőr), a többi területen lényegesen vékonyabb, és az elszarusodás mértéke is kisebb (vékony bőr). Az alapréteg hámsejtjei állandóan osztódnak, a képződő sejtek a felszín felé terjednek, ellaposodnak, végül leválnak. A hámban a bőr színét meghatározó pigmentszemcsék (melanin) vannak, amelyek védik a bőrt a káros sugárzásoktól. Ezeket a festéksejtek (melanociták) termelik. A hám sejtsorai között szabad idegvégződések találhatóak.

### Irha
Az irha (dermis) laza rostos kötőszövet, kollagén és rugalmas rostokból és kötőszöveti sejtekből áll. Két rétege van a hám alapjába kesztyűujjszerűen benyúló finom rostos, szemölcsös rétegből (stratum papillare), és egy mélyebb durvább rostozatú hálózatos rétegből (stratum reticulare) áll. A stratum papillaréban találhatók a hámot tápláló erek, valamint a hő-, fájdalom-, nyomás- és tapintás ingereit felfogni képes receptorok többsége. A papilláris réteg sajátos rendezettsége a felelős az ujjakon, a tenyéren és talpon lévő, egyénekre jellemző bőrlécrajzolatért is.

### Bőralja
A bőralja (hypodermis/subcutis) a bőr legmélyebb rétege, zsíros kötőszövet alkotja. Fejlettsége testtájanként változó, eloszlásában jellemző eltérések vannak a férfi és női test között.

## Bőrfüggelékek

### A szőr
A kültakaró különböző területein, az irhában szőrtüszőket találunk. A bőrből kiemelkedő, elszarusodó hámsejtekből felépülő szőrszálat az erekkel körülvett szőrtüsző/hajhagyma képezi. A szőrszálak anyaga elsősorban egy fehérje, a keratin. A szőrtüszők felszínközeli részébe nyílnak a faggyúmirigyek, melyek zsíros váladékukkal védik, fényezik a szőrszálakat. A szőrtüszőhöz simaizmok szőrszálfeszítő izom kapcsolódnak. Ezek a szőrmerevítő izmok képesek a bőr felszínéről megemelni a szőrt (lúdbőrösség).

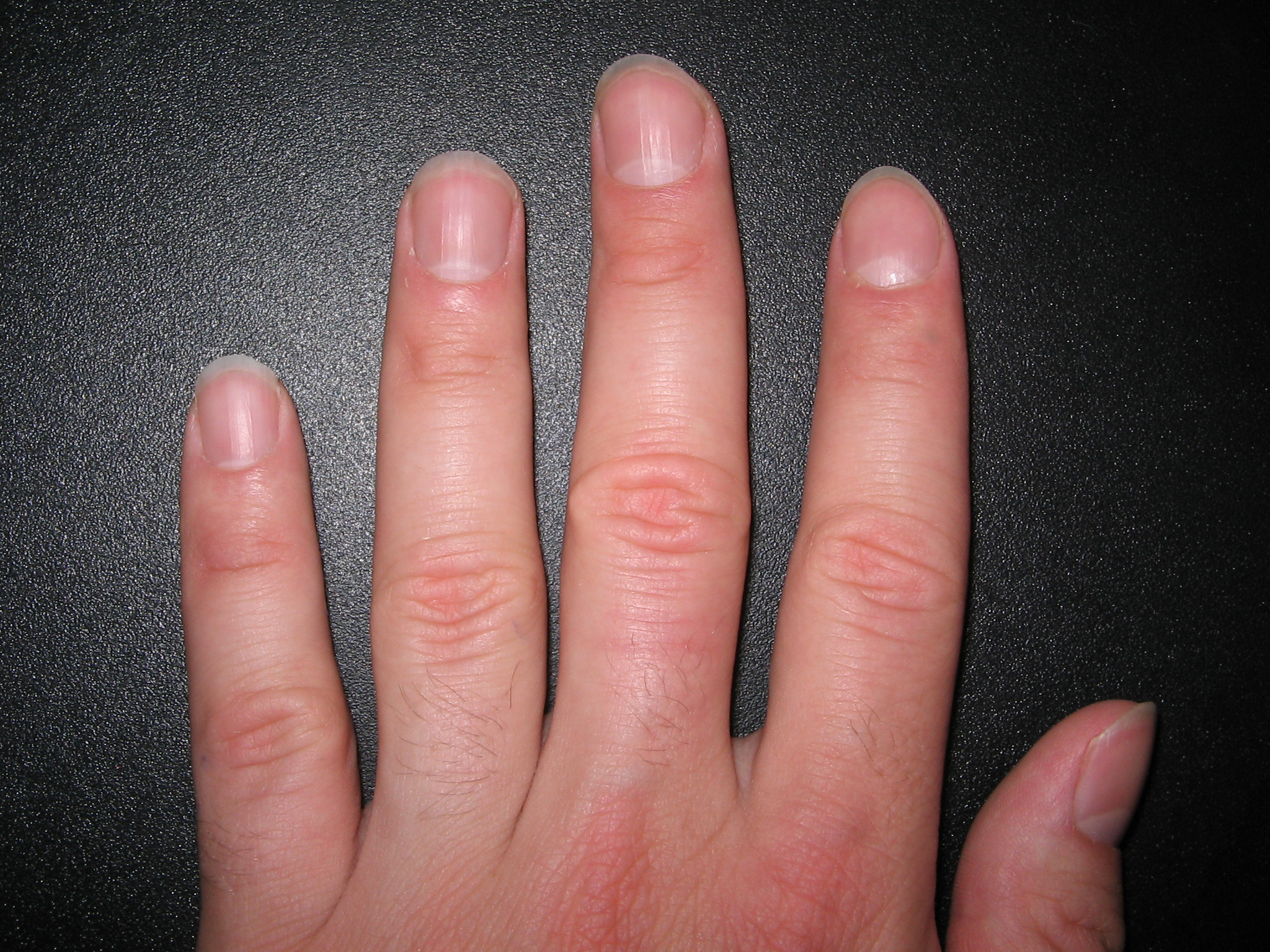
A kézujjak körmei

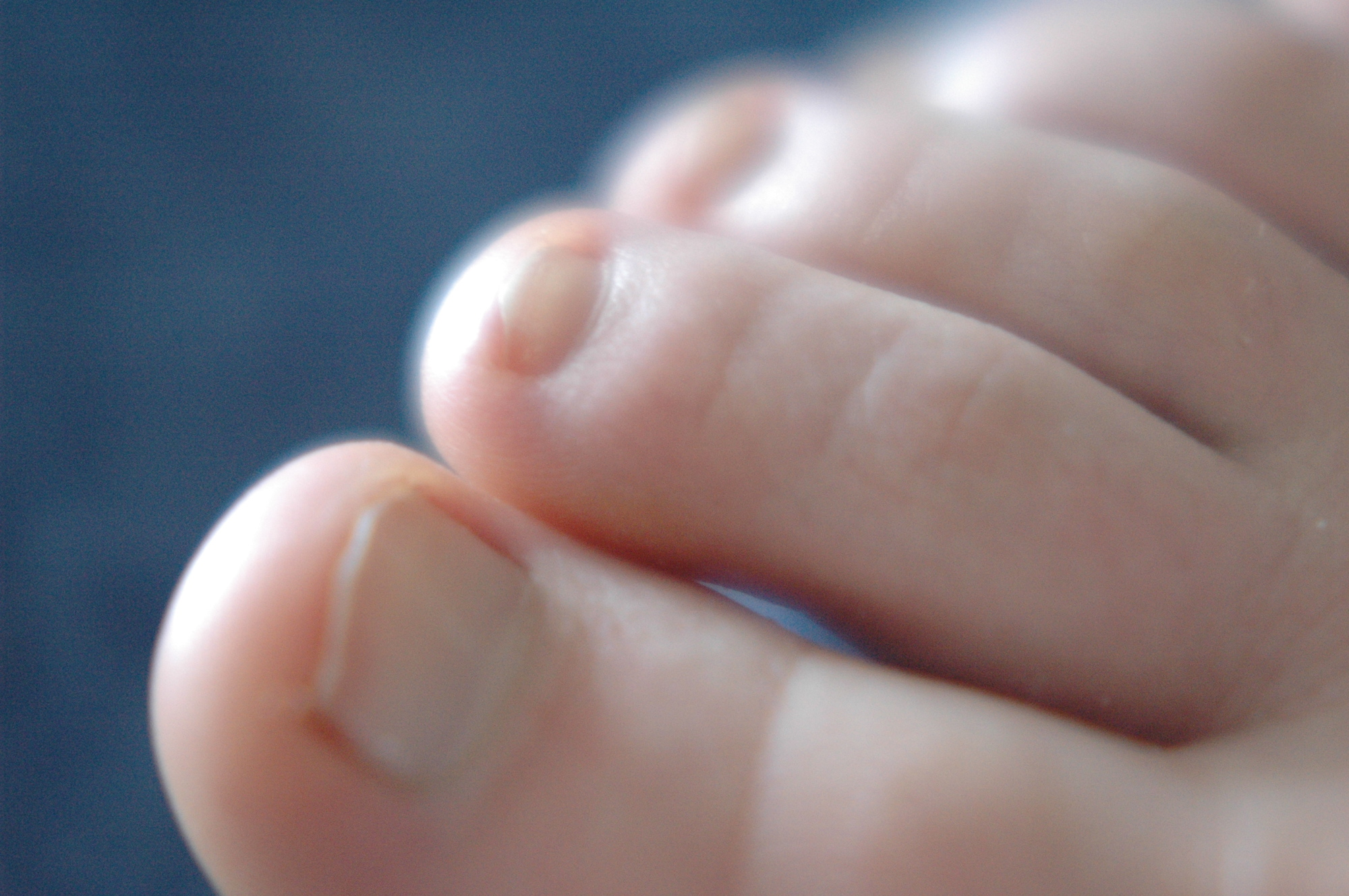
A lábujjak körmei

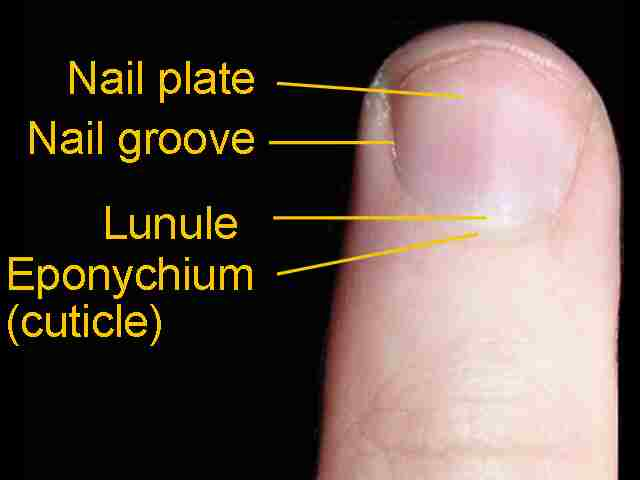
A köröm alapvető anatómiája: körömlemez, körömágy széle, félholdacska (lunula), bőrredő

### A köröm
Az ujjakon a hám felső rétege képezi a körmöt, ami a körömágy hámsejtjeiből kialakuló lapos szaruképződmény és egész életünkön át növekszik.

### A bőr mirigyei
Ide tartoznak a faggyúmirigyek, a verejtékmirigyek, az apokrin (illat) mirigyek, és az emlőmirigy. A bőr mirigyei főleg a bőr védelmét, és részben a hőszabályozást szolgálják. Az emlőmirigynek nőknél különleges funkciója a tej termelése a laktációs periódusban.

## A bőr érző végkészülékei
A bőr nagyon fontos érzékszerv. A benne levő nagyszámú és különböző típusú idegvégződés a környezet tárgyairól nem csupán a tapintás-, a hő- és fájdalomérzést továbbítja, hanem más és más típusú receptorok együttes működése révén és a bőr alatti kötőszövet, valamint az ízületek és az izmok mély-érző receptorai útján a tapintott tárgyak minőségéről (fém, fa), nedves vagy száraz voltáról stb. is tájékoztat.

### A bőr érző receptorai
- Testszőrök

A szőrtüszőt körülvevő idegvégződések az emelő hatás miatt a legkifinomultabb tapintásra (légmozgásra) is érzékenyek. 3-5° szögelhajlás ingerületet eredményez
- Vater-Pacini-test

A bőr alatti zsírszövetekben helyezkedik el, nyomásérzékeny, vibrációérzékelő. Gyorsan adaptálódik, érzékelési területe 10 mm, vibrációs válasza: 64–400 Hz. Ezek a testecskék a bőraljában, az izmokban és ízületekben helyezkednek el, gyorsan adaptálódnak. A gyors mozgások ingerlik még abban az esetben is, ha intenzitásuk gyenge.
- Ruffini-végkészülék

A bőr mélyebb rétegében található, a bőrfelszínnel párhuzamos elmozdulást (nyújtást) érzékeli. Vibrációs válasza: 1–16 Hz. Érzékelési területe kiterjedt. 
- Meissner-test

A bőr felszíni rétegeiben a nyomást érzékeli. Érzékelési területe 3–4 mm. Vibrációs válasza: 8–64 Hz.
- Merkel-korong

A bőr felszínéhez közel, nyomás (élek, alakzatok) érzékelését végzi. Vibrációs válasza: 2–32 Hz, receptív területe: 3–4 mm.
- A bőr nyomásérzékenységi küszöbe:

0,5 mikrométer (5×10−7 m). 100-150 ms-ig tartó bőrdeformáció ingerületet vált ki
- Szabad idegvégződések

Magas ingerküszöbű, nem specifikus ingereket, túl erős - szövetkárosodás veszélyével járó - ingereket fájdalomként érzékelő receptorok.

## A bőr szerkezeti képe
Szőr nélküli vastag bőr (balról) és szőrrel borított vékony bőr (jobbról) szerkezeti képe:

## A bőr (védő) funkciói
- elválaszt és összeköt
- alakot formál
- színt ad
- védelmet nyújt
- részt vesz az érzékelésben, hőszabályozásban

### Fizikai
- Mechanikai károsodások
- Sugárzás
- Túlzott lehűlés és felmelegedés

### Kémiai befolyása
- Kiszáradás ill. túlzott vízbeáramlás
- Savak, lúgok és más mérgező anyagok behatása

### Biológiai ártalmak
- Kórokozó vagy más idegen (mikro)organizmusok behatolása

## A bőr egyéb funkciói
- Alapvető szerepe van a szervezet hőszabályozásában
- A tela subcutanea zsírszövete energiaraktár, emellett hőszigetelő réteg
- Bőrlégzés (Ez emberben alárendelt szerepű.)
- A tapintás, hőérzés, felszíni fájdalomérzés érzékszerve

## A bőr sajátos területei
Bár a bőr rétegződésére, járulékos képződményeire általában érvényes a fenti leírás, sok terület azonban speciális jellemzőkkel bír. Például a tenyér és a talp, ahol a szőrtüszők hiányoznak, viszont sajátos bőrlécrajzolat van. Sajátos szerkezete van az arc bőrének is, ahol a arcizmok (mimikai izmok) közvetlenül a bőr kötőszövetébe sugároznak, és nincs meg a fent leírt rétegeződés. 
 Különleges szerkezetű a hajas fejbőr (fejsisak; galea aponeurotica) is. Emellett a testszőrzetben és a testszőrzet jellegében is alapvető különbségek vannak a két nem között (legnyilvánvalóbb a férfiak bajusza és szakálla).